# Spin-off (mass media)
Spin-off – nowy produkt powstały na bazie dużej popularności bohaterów lub wątków produkcji oryginalnych w filmie, telewizji lub grze komputerowej. Spin-off występuje też w książkach i komiksach (głównie amerykańskich, a rzadziej w japońskich) – najczęściej prezentuje wtedy przygody drugoplanowych bohaterów serii pierwotnej, rozwijając wątki poboczne. Spin-offy potrafią przebijać swoją popularnością oryginalne produkcje.

## Przykłady

### Spin-offy filmów
- Auta – Samoloty
- Król lew – Timon i Pumba
- Madagaskar – Pingwiny z Madagaskaru
- Shrek – Kot w butach
- Harry Potter – Fantastyczne zwierzęta i jak je znaleźć
- Gwiezdne wojny – Łotr 1. Gwiezdne wojny – historie
- Obcy – Prometeusz
- Daredevil – Elektra
- Toy Story – Buzz Astral
- Jak ukraść księżyc – Minionki, Minionki: Wejście Gru

### Spin-offy seriali
- Agenci NCIS – Agenci NCIS: Los Angeles, Agenci NCIS: Nowy Orlean
- Breaking Bad – Zadzwoń do Saula
- Buffy: Postrach wampirów – Anioł ciemności
- Chicago Fire – Chicago PD, Chicago Med, Chicago Justice
- CSI: Kryminalne zagadki Las Vegas – CSI: Kryminalne zagadki Miami, CSI: Kryminalne zagadki Nowego Jorku, CSI: Cyber
- Dawno, dawno temu – Once Upon a Time in Wonderland
- Doktor Who – K-9 and Company, Torchwood, Przygody Sary Jane, K-9
- Dynastia – Dynastia Colbych
- Graczykowie – Graczykowie, czyli Buła i spóła
- Gwiezdne wrota – Gwiezdne wrota: Atlantyda, Gwiezdne wrota: Wszechświat
- Lokatorzy – Sąsiedzi
- Słodkie kłamstewka – Ravenswood (serial telewizyjny)
- The Walking Dead – Fear the Walking Dead
- Pamiętniki wampirów – The Originals
- Z Archiwum X – Samotni strzelcy
- Zdrówko – Frasier
- Synowie Anarchii – Mayans M.C.

### Spin-offy gier
- Angry Birds – Bad Piggies
- Final Fantasy – Final Fantasy Crystal Chronicles
- The Sims – The Sims Średniowiecze
- Tomb Raider – Lara Croft and the Guardian of Light, Lara Croft and the Temple of Osiris
- Forza Motorsport – Forza Horizon